# Marche du 26 mai 1990 à Bamenda
La marche du 26 mai 1990 à Bamenda est un acte fondateur de la démocratie et de l'effectivité du pluralisme politique au Cameroun.

## Contexte
Yondo Black et les autres n'avaient pas été condamnés dans leur initiative politique. John Fru Ndi et maitre Siga Asange déposent les dossiers administratifs pour la légalisation du Front social démocrate (SDF) à Bamenda, à la préfecture de la Mezam.
Puisque « trois mois après le dépôt légal des statuts, la non-réponse des autorités vaut reconnaissance implicite de l'organisation ou du parti »156(*). C'est sur la base de cette disposition que le communique de presse numéro 2 daté du 15 Mai 1990, la décision est prise :
Le SDF lance le meeting inaugural du parti le 26 mai dans la ville de Bamenda à 14h,,.

## Bilans
Le 26 mai 1990 une foule d'environ 80 000 personnes prend la rue. À la commercial Avenue, six morts sont enregistrés et constituent « les premiers morts de la démocratie » au Cameroun,. 4 étudiants et 2 personnes du secteur informel. 
- Edwing Jatop Nfon (couturier),
- Fidelis Chosi Mankam (meunier)
- Mathias Tifuh Teboh,
- Christopher Fombi Asanji,
- Juliette Sikod et
- Evaristus Toje Chatum.

Les corps sont emmenés à la morgue de l’hôpital provincial à Bamenda.
John Ngu Foncha, seul autorisé à voir les corps, témoigne : 

« Je suis allé personnellement à l’hôpital voir les victimes : trois d’entre elles présentaient des blessures par balles à l’omoplate, une avait une blessure à la clavicule, une autre présentait un trou occasionné par une balle autour des fesses et une autre victime avait des blessures par balles aux pieds… »

Les corps sont remis pour inhumation aux familles.